# Österrikes Grand Prix 2024
Österrikes Grand Prix 2024, officiellt Formula 1 Qatar Airways Austrian Grand Prix 2024, var ett Formel 1-lopp som kördes den 30 juni 2024 på Red Bull Ring i Österrike. Det var det elfte loppet ingående i Formel 1-säsongen 2024 och kördes över 71 varv. Det var även den tredje deltävlingen som använde sig av sprintformatet.

## Ställning i mästerskapet före loppet
| Pos. | Förare            | Poäng |
| ---- | ----------------- | ----- |
| 1 ▬  | Max Verstappen    | 219   |
| 2 ▬  | Lando Norris      | 150   |
| 3 ▬  | Charles Leclerc   | 148   |
| 4 ▬  | Carlos Sainz, Jr. | 116   |
| 5 ▬  | Sergio Pérez      | 111   |

| Pos. | Konstruktör           | Poäng |
| ---- | --------------------- | ----- |
| 1 ▬  | Red Bull              | 330   |
| 2 ▬  | Ferrari               | 270   |
| 3 ▬  | McLaren-Mercedes      | 237   |
| 4 ▬  | Mercedes              | 151   |
| 5 ▬  | Aston Martin-Mercedes | 58    |

- Notering: Endast de fem bästa placeringarna i vardera mästerskap finns med på listorna.

## Sprintkvalet
Sprintkvalet kördes den 28 juni 2024 klockan 16:30 lokal tid (UTC+2), och fastställde startordningen för sprintracet.
| Pos.                    | Nr. | Förare           | Konstruktör                  | Kvaltider | Kvaltider | Kvaltider | Sprint- grid |
| Pos.                    | Nr. | Förare           | Konstruktör                  | SQ1       | SQ2       | SQ3       | Sprint- grid |
| ----------------------- | --- | ---------------- | ---------------------------- | --------- | --------- | --------- | ------------ |
| 1                       | 1   | Max Verstappen   | Red Bull Racing-Honda RBPT   | 1:05.690  | 1:05.186  | 1:04.686  | 1            |
| 2                       | 4   | Lando Norris     | McLaren-Mercedes             | 1:05.786  | 1:05.561  | 1:04.779  | 2            |
| 3                       | 81  | Oscar Piastri    | McLaren-Mercedes             | 1:06.081  | 1:05.379  | 1:04.987  | 3            |
| 4                       | 63  | George Russell   | Mercedes                     | 1:05.764  | 1:05.325  | 1:05.054  | 4            |
| 5                       | 55  | Carlos Sainz Jr. | Ferrari                      | 1:05.781  | 1:05.435  | 1:05.126  | 5            |
| 6                       | 44  | Lewis Hamilton   | Mercedes                     | 1:06.504  | 1:05.539  | 1:05.270  | 6            |
| 7                       | 11  | Sergio Pérez     | Red Bull Racing-Honda RBPT   | 1:06.256  | 1:05.612  | 1:06.008  | 7            |
| 8                       | 31  | Esteban Ocon     | Alpine-Renault               | 1:06.343  | 1:05.686  | 1:06.101  | 8            |
| 9                       | 10  | Pierre Gasly     | Alpine-Renault               | 1:06.465  | 1:05.757  | 1:06.624  | 9            |
| 10                      | 16  | Charles Leclerc  | Ferrari                      | 1:06.149  | 1:05.526  | Ingen tid | 10           |
| 11                      | 20  | Kevin Magnussen  | Haas-Ferrari                 | 1:06.387  | 1:05.806  | N/A       | 11           |
| 12                      | 18  | Lance Stroll     | Aston Martin Aramco-Mercedes | 1:06.037  | 1:05.847  | N/A       | 12           |
| 13                      | 14  | Fernando Alonso  | Aston Martin Aramco-Mercedes | 1:06.487  | 1:05.878  | N/A       | 13           |
| 14                      | 22  | Yuki Tsunoda     | RB-Honda RBPT                | 1:06.557  | 1:05.960  | N/A       | 14           |
| 15                      | 2   | Logan Sargeant   | Williams-Mercedes            | 1:06.518  | Ingen tid | N/A       | 15           |
| 16                      | 3   | Daniel Ricciardo | RB-Honda RBPT                | 1:06.581  | N/A       | N/A       | 16           |
| 17                      | 27  | Nico Hülkenberg  | Haas-Ferrari                 | 1:06.583  | N/A       | N/A       | 17           |
| 18                      | 77  | Valtteri Bottas  | Kick Sauber-Ferrari          | 1:06.725  | N/A       | N/A       | 18           |
| 19                      | 23  | Alexander Albon  | Williams-Mercedes            | 1:06.754  | N/A       | N/A       | PL1          |
| 20                      | 24  | Zhou Guanyu      | Kick Sauber-Ferrari          | 1:07.197  | N/A       | N/A       | 20           |
| 107 %-gränsen: 1:10.288 |     |                  |                              |           |           |           |              |
| Källor:                 |     |                  |                              |           |           |           |              |

Noter
- ^1 – Alexander Albon kvalade på 19:e plats, men fick istället starta från depån, då ändringar på hans bil gjorts under parc fermé.[5]

## Sprintracet
Sprintracet kördes den 29 juni 2024, klockan 12:00 lokal tid (UTC+2), och skulle ursprungligen körts över 24 varv, innan det kortades ner ett varv efter ett avbrutet startförsök.
| Pos.                                                                  | Nr. | Förare           | Konstruktör                  | Varv | Tid/Bröt  | Placering | Poäng |
| --------------------------------------------------------------------- | --- | ---------------- | ---------------------------- | ---- | --------- | --------- | ----- |
| 1                                                                     | 1   | Max Verstappen   | Red Bull Racing-Honda RBPT   | 23   | 26:41.389 | 1         | 8     |
| 2                                                                     | 81  | Oscar Piastri    | McLaren-Mercedes             | 23   | +4.616    | 3         | 7     |
| 3                                                                     | 4   | Lando Norris     | McLaren-Mercedes             | 23   | +5.348    | 2         | 6     |
| 4                                                                     | 63  | George Russell   | Mercedes                     | 23   | +8.354    | 4         | 5     |
| 5                                                                     | 55  | Carlos Sainz Jr. | Ferrari                      | 23   | +9.989    | 5         | 4     |
| 6                                                                     | 44  | Lewis Hamilton   | Mercedes                     | 23   | +11.207   | 6         | 3     |
| 7                                                                     | 16  | Charles Leclerc  | Ferrari                      | 23   | +13.424   | 10        | 2     |
| 8                                                                     | 11  | Sergio Pérez     | Red Bull Racing-Honda RBPT   | 23   | +17.409   | 7         | 1     |
| 9                                                                     | 20  | Kevin Magnussen  | Haas-Ferrari                 | 23   | +24.067   | 11        |       |
| 10                                                                    | 18  | Lance Stroll     | Aston Martin Aramco-Mercedes | 23   | +30.175   | 12        |       |
| 11                                                                    | 31  | Esteban Ocon     | Alpine-Renault               | 23   | +30.839   | 8         |       |
| 12                                                                    | 10  | Pierre Gasly     | Alpine-Renault               | 23   | +31.308   | 9         |       |
| 13                                                                    | 22  | Yuki Tsunoda     | RB-Honda RBPT                | 23   | +35.452   | 14        |       |
| 14                                                                    | 3   | Daniel Ricciardo | RB-Honda RBPT                | 23   | +39.397   | 16        |       |
| 15                                                                    | 14  | Fernando Alonso  | Aston Martin Aramco-Mercedes | 23   | +43.155   | 13        |       |
| 16                                                                    | 2   | Logan Sargeant   | Williams-Mercedes            | 23   | +44.076   | 15        |       |
| 17                                                                    | 23  | Alexander Albon  | Williams-Mercedes            | 23   | +44.673   | PL        |       |
| 18                                                                    | 77  | Valtteri Bottas  | Kick Sauber-Ferrari          | 23   | +46.511   | 18        |       |
| 19                                                                    | 27  | Nico Hülkenberg  | Haas-Ferrari                 | 23   | +48.4232  | 17        |       |
| 20                                                                    | 24  | Zhou Guanyu      | Kick Sauber-Ferrari          | 23   | +53.143   | 19        |       |
| Snabbaste varvet: Lando Norris (McLaren-Mercedes) – 1:08.935 (varv 2) |     |                  |                              |      |           |           |       |
| Källor:                                                               |     |                  |                              |      |           |           |       |

Noter
- ^1 – Sprintdistansen var ursprungligen 24 varv, innan det kortades ner ett varv efter ett avbrutet startförsök.[6]
- ^2 – Nico Hülkenberg kom i mål på 14:e plats, men fick tio sekunders bestraffning efter loppet för att ha tvingat Fernando Alonso av banan i kurva 3.[6]

## Kvalet
Kvalet kördes den 29 juni 2024, klockan 16:00 lokal tid (UTC+2), och fastställde ordningen för racet.
| Pos.                    | Nr. | Förare           | Konstruktör                  | Kvaltider | Kvaltider | Kvaltider | Start- grid |
| Pos.                    | Nr. | Förare           | Konstruktör                  | Q1        | Q2        | Q3        | Start- grid |
| ----------------------- | --- | ---------------- | ---------------------------- | --------- | --------- | --------- | ----------- |
| 1                       | 1   | Max Verstappen   | Red Bull Racing-Honda RBPT   | 1:05.336  | 1:04.469  | 1:04.314  | 1           |
| 2                       | 4   | Lando Norris     | McLaren-Mercedes             | 1:05.450  | 1:05.103  | 1:04.718  | 2           |
| 3                       | 63  | George Russell   | Mercedes                     | 1:05.585  | 1:05.016  | 1:04.840  | 3           |
| 4                       | 55  | Carlos Sainz Jr. | Ferrari                      | 1:05.263  | 1:05.016  | 1:04.851  | 4           |
| 5                       | 44  | Lewis Hamilton   | Mercedes                     | 1:05.541  | 1:05.053  | 1:04.903  | 5           |
| 6                       | 16  | Charles Leclerc  | Ferrari                      | 1:05.509  | 1:05.104  | 1:05.044  | 6           |
| 7                       | 81  | Oscar Piastri    | McLaren-Mercedes             | 1:05.311  | 1:05.070  | 1:05.048  | 7           |
| 8                       | 11  | Sergio Pérez     | Red Bull Racing-Honda RBPT   | 1:05.587  | 1:05.144  | 1:05.202  | 8           |
| 9                       | 27  | Nico Hülkenberg  | Haas-Ferrari                 | 1:05.596  | 1:05.262  | 1:05.385  | 9           |
| 10                      | 31  | Esteban Ocon     | Alpine-Renault               | 1:05.574  | 1:05.274  | 1:05.883  | 10          |
| 11                      | 3   | Daniel Ricciardo | RB-Honda RBPT                | 1:05.569  | 1:05.289  | N/A       | 11          |
| 12                      | 20  | Kevin Magnussen  | Haas-Ferrari                 | 1:05.508  | 1:05.347  | N/A       | 12          |
| 13                      | 10  | Pierre Gasly     | Alpine-Renault               | 1:05.598  | 1:05.359  | N/A       | 13          |
| 14                      | 22  | Yuki Tsunoda     | RB-Honda RBPT                | 1:05.563  | 1:05.412  | N/A       | 14          |
| 15                      | 14  | Fernando Alonso  | Aston Martin Aramco-Mercedes | 1:05.656  | 1:05.639  | N/A       | 15          |
| 16                      | 23  | Alexander Albon  | Williams-Mercedes            | 1:05.736  | N/A       | N/A       | 16          |
| 17                      | 18  | Lance Stroll     | Aston Martin Aramco-Mercedes | 1:05.819  | N/A       | N/A       | 17          |
| 18                      | 77  | Valtteri Bottas  | Kick Sauber-Ferrari          | 1:05.847  | N/A       | N/A       | 18          |
| 19                      | 2   | Logan Sargeant   | Williams-Mercedes            | 1:05.856  | N/A       | N/A       | 19          |
| 20                      | 24  | Zhou Guanyu      | Kick Sauber-Ferrari          | 1:06.061  | N/A       | N/A       | PL1         |
| 107 %-gränsen: 1:09.831 |     |                  |                              |           |           |           |             |
| Källor:                 |     |                  |                              |           |           |           |             |

Noter
- ^1 – Zhou Guanyu kvalade på 20:e plats, men fick starta loppet från depån, då teamet gjort ändringar på bilen under parc fermé.[8]

## Loppet
Loppet kördes den 30 juni 2024, klockan 15:00 local time (UTC+2), och kördes över 71 varv.
| Pos.                                                                           | Nr. | Förare           | Konstruktör                  | Varv | Tid/Bröt          | Placering | Poäng |
| ------------------------------------------------------------------------------ | --- | ---------------- | ---------------------------- | ---- | ----------------- | --------- | ----- |
| 1                                                                              | 63  | George Russell   | Mercedes                     | 71   | 1:24:22.798       | 3         | 25    |
| 2                                                                              | 81  | Oscar Piastri    | McLaren-Mercedes             | 71   | +1.906            | 7         | 18    |
| 3                                                                              | 55  | Carlos Sainz Jr. | Ferrari                      | 71   | +4.533            | 4         | 15    |
| 4                                                                              | 44  | Lewis Hamilton   | Mercedes                     | 71   | +23.142           | 5         | 12    |
| 5                                                                              | 1   | Max Verstappen   | Red Bull Racing-Honda RBPT   | 71   | +37.2531          | 1         | 10    |
| 6                                                                              | 27  | Nico Hülkenberg  | Haas-Ferrari                 | 71   | +54.088           | 9         | 8     |
| 7                                                                              | 11  | Sergio Pérez     | Red Bull Racing-Honda RBPT   | 71   | +54.672           | 8         | 6     |
| 8                                                                              | 20  | Kevin Magnussen  | Haas-Ferrari                 | 71   | +1:00.355         | 12        | 4     |
| 9                                                                              | 3   | Daniel Ricciardo | RB-Honda RBPT                | 71   | +1:01.169         | 11        | 2     |
| 10                                                                             | 10  | Pierre Gasly     | Alpine-Renault               | 71   | +1:01.766         | 13        | 1     |
| 11                                                                             | 16  | Charles Leclerc  | Ferrari                      | 71   | +1:07.056         | 6         |       |
| 12                                                                             | 31  | Esteban Ocon     | Alpine-Renault               | 71   | +1:08.325         | 10        |       |
| 13                                                                             | 18  | Lance Stroll     | Aston Martin Aramco-Mercedes | 70   | +1 varv           | 17        |       |
| 14                                                                             | 22  | Yuki Tsunoda     | RB-Honda RBPT                | 70   | +1 varv           | 14        |       |
| 15                                                                             | 23  | Alexander Albon  | Williams-Mercedes            | 70   | +1 varv2          | 16        |       |
| 16                                                                             | 77  | Valtteri Bottas  | Kick Sauber-Ferrari          | 70   | +1 varv           | 18        |       |
| 17                                                                             | 24  | Zhou Guanyu      | Kick Sauber-Ferrari          | 70   | +1 varv           | PL        |       |
| 18                                                                             | 14  | Fernando Alonso  | Aston Martin Aramco-Mercedes | 70   | +1 varv           | 15        |       |
| 19                                                                             | 2   | Logan Sargeant   | Williams-Mercedes            | 69   | +2 varv           | 19        |       |
| 203                                                                            | 4   | Lando Norris     | McLaren-Mercedes             | 64   | Kollisionsskador3 | 2         |       |
| Snabbaste varvet: Fernando Alonso (Aston Martin-Mercedes) – 1:07.694 (varv 70) |     |                  |                              |      |                   |           |       |
| Källor:                                                                        |     |                  |                              |      |                   |           |       |

Noter
- ^1 – Max Verstappen fick tio sekunders bestraffning för att ha orsakat en kollision med Lando Norris. Hans slutgiltiga position påverkades inte av bestraffningen.[9]
- ^2 – Alexander Albon kom i mål på 14:e plats, men fick fem sekunders bestraffning för att ha kört över vita linjen till bandepån.[9]
- ^3 – Lando Norris körde inte färdigt loppet men blev ändå klassificerad eftersom han körde färdigt mer än 90% av racedistansen. Han fick även fem sekunders bestraffning för att ha kört utanför bangränsen. Bestraffningen påverkade inte hans lopp då han tvingades bryta.[9]

## Ställning i mästerskapet efter loppet
| Pos. | Förare            | Poäng |
| ---- | ----------------- | ----- |
| 1 ▬  | Max Verstappen    | 237   |
| 2 ▬  | Lando Norris      | 156   |
| 3 ▬  | Charles Leclerc   | 150   |
| 4 ▬  | Carlos Sainz, Jr. | 135   |
| 5 ▬  | Sergio Pérez      | 118   |

| Pos. | Konstruktör           | Poäng |
| ---- | --------------------- | ----- |
| 1 ▬  | Red Bull              | 355   |
| 2 ▬  | Ferrari               | 291   |
| 3 ▬  | McLaren-Mercedes      | 268   |
| 4 ▬  | Mercedes              | 196   |
| 5 ▬  | Aston Martin-Mercedes | 58    |

- Notering: Endast de fem bästa placeringarna i vardera mästerskap finns med på listorna.